# 専光寺 (岐阜県岐南町)
専光寺（せんこうじ）は岐阜県羽島郡岐南町にある阿弥陀如来を本尊とする浄土真宗本願寺派の寺院。同派岐阜教区華陽組に所属。濃尾地方の浄土真宗布教の濫觴となった河野九門徒と呼ばれる寺院の一つ。

## 歴史
創建不詳。もとは天台宗の寺院であったと伝わる。嘉禎2年（1236年）に円信が浄土真宗に改宗した。天正10年（1582年）10月、織田信孝から専光坊宛で禁制を下されている。享保年間の下印食村指出諸色様子書上帳には西本願寺末専光寺とあり、この頃までに寺号を得たことが分かる。濃尾地震で伽藍が焼けたが、大正元年（1921年）に再建を果たしている。
寺内には磐城平藩の切通陣屋役人の墓があるほか、村上彦四郎義光と妻岩根その他一族の供養塔があり、町によって文化財に指定されている。